# Edicions UPC
Edicions UPC, SL es la editorial de la Universidad Politécnica de Cataluña (UPC). Edicions UPC fue creada en 1994 para dar respuesta a las necesidades de materiales docentes para los alumnos, así como para canalizar las iniciativas por parte del profesorado relativas a publicaciones.
Un acuerdo con la editorial Alfaomega de México facilita que fondos de Edicions UPC sean editados y distribuidos en América Latina.

## Colecciones
- Aula: Materiales docentes básicos destinados a los estudios politécnicos.
- Arquitectura: Materiales docentes básicos destinados a los estudios de arquitectura.
- Arquitext: Libros de arquitectura cuyo contenido va más allá de los materiales estrictamente docentes.
- Politext: Libros politécnicos cuyo contenido va más allá de los materiales estrictamente docentes.
- Politecnos: Los materiales científico-técnicos de referencia más relevantes dentro de cada área de investigación.
- Temes: Monografías destinadas a los estudios de tercer ciclo.